# Grimmia olneyi
Grimmia olneyi är en bladmossart som beskrevs av Sullivant in Sullivant och Lesquereux 1856. Grimmia olneyi ingår i släktet grimmior, och familjen Grimmiaceae. Inga underarter finns listade i Catalogue of Life.